# James Gunn (senator)
James Gunn, född 13 mars 1753 i Virginia, död 30 juli 1801 i Louisville, Georgia, var en amerikansk politiker (federalist). 
Han föddes i Virginia till John och Mary Gunn. Han studerade juridik och inledde sin karriär som advokat i Savannah, Georgia. Han deltog i amerikanska revolutionskriget och befordrades till brigadgeneral.
Han var 1787 ledamot av kontinentala kongressen utan att närvara i sessionerna. Han var ledamot av USA:s senat för Georgia 1789-1801. Efter tolv år som senator lämnade han politiken i mars 1801. Han dog fyra månader senare.
Gunns grav finns på Revolutionary War Cemetery i Louisville, Georgia.